# Завадівська сільська рада (Стрийський район)
Завадівська сільська рада — орган місцевого самоврядування у Стрийському районі Львівської області. Адміністративний центр — село Завадів.

## Населені пункти
Сільській раді підпорядковані населені пункти:
- с. Завадів

## Склад ради
Рада складається з 16 депутатів та голови.

### Керівний склад попередніх скликань
| ПІБ                       | Основні відомості                                                 | Дата обрання | Дата звільнення |
| ------------------------- | ----------------------------------------------------------------- | ------------ | --------------- |
| Далявська Лідія Остапівна | Сільський голова, 1961 року народження, позапартійна              | 26.03.2006   | 31.10.2010      |
| Щудло Михайло Петрович    | Сільський голова, 1982 року народження, освіта вища, безпартійний | 31.10.2010   |                 |

Примітка: таблиця складена за даними джерела